# Antarchaea lentistriata
Antarchaea lentistriata là một loài bướm đêm trong họ Noctuidae.